# シンガーソングライター (アルバム)
『シンガーソングライター』は、坂本真綾の8枚目のオリジナルアルバム。2013年3月27日にFlyingDogから発売された。

## 概要
前作『You can't catch me』から2年2ヶ月ぶりのリリースとなるオリジナルアルバム。今作ではタイトルからも分かるように作詞・作曲・プロデュースを坂本自身が行っている。本作以降の作品は坂本のセルフプロデュースとなる。販売形態は初回限定盤と通常盤の2種リリースで、前者には、「シンガーソングライター」の制作風景を収めた「Road to SSW」および「ニコラ」のPVが収録されている。また、ディスクジャケットの写真では、初回限定盤が鉛筆を持った坂本がピアノに座っており、通常盤がアコースティック・ギターの上で寝そべるというシンガーソングライターを意識したものに仕上がっている。
『少年アリス』以来となるシングル楽曲が一曲も収録されていないアルバムとなるが、ベストアルバム『everywhere』収録の「everywhere」と、コンセプトミニアルバム『Driving in the silence』収録の「誓い」を共に新録音にて再収録している。
タイトルを「シンガーソングライター」とすることについては当初は考えていなかったが、10曲目の「シンガーソングライター」完成時に「誰もが腑に落ちるタイトル」にしたいと思ったため決めたという。ちなみにレコーディングは、自宅でデモを作成してアレンジャーと打ち合わせをした後に行われた。
累計出荷枚数は2.2万枚。

## 収録曲
| 全作詞・作曲: 坂本真綾。 |                            |           |            |                                                   |      |
| #                        | タイトル                   | 作詞      | 作曲・編曲 | 編曲                                              | 時間 |
| 1.                       | 「遠く」                   | 坂本真綾  | 坂本真綾   | 河野伸 コーラスアレンジ：坂本真綾・河野伸         | 4:42 |
| 2.                       | 「サンシャイン」           | 坂本真綾  | 坂本真綾   | 渡辺善太郎 コーラスアレンジ：坂本真綾             | 4:13 |
| 3.                       | 「everywhere（HAL mix）」  | 坂本真綾  | 坂本真綾   | 河野伸                                            | 5:31 |
| 4.                       | 「ニコラ」                 | 坂本真綾  | 坂本真綾   | 渡辺善太郎 コーラスアレンジ：坂本真綾・渡辺善太郎 | 3:54 |
| 5.                       | 「Ask.」                   | 坂本真綾  | 坂本真綾   | 渡辺善太郎 コーラスアレンジ：坂本真綾             | 3:42 |
| 6.                       | 「なりたい」               | 坂本真綾  | 坂本真綾   | 渡辺善太郎 コーラスアレンジ：坂本真綾・渡辺善太郎 | 3:54 |
| 7.                       | 「カミナリ」               | 坂本真綾  | 坂本真綾   | 河野伸 コーラスアレンジ：坂本真綾                 | 3:21 |
| 8.                       | 「誓い（ssw edition）」    | 坂本真綾  | 坂本真綾   | 河野伸                                            | 5:02 |
| 9.                       | 「僕の半分」               | 坂本真綾  | 坂本真綾   | 渡辺善太郎 コーラスアレンジ：坂本真綾・渡辺善太郎 | 6:32 |
| 10.                      | 「シンガーソングライター」 | 坂本真綾  | 坂本真綾   | 河野伸 コーラスアレンジ：坂本真綾・河野伸         | 5:50 |
| 合計時間:                | 合計時間:                  | 合計時間: | 46:41      |                                                   |      |

DVD（初回限定盤のみ）
1. レコーディング・ドキュメンタリー“Road to SSW”
2. “ニコラ”MUSIC CLIP

## 参加ミュージシャン
| 遠く - Drums：佐野康夫 - E.Bass：大神田智彦 - Guitars：今堀恒雄 - Synthesizer Programming,A.Piano Wurlizer＆A.Guitar：河野伸 - T.Sax＆B.Sax：山本拓夫 - Trumpet：西村浩二 - Trombone：村田陽一 - Background Vocal：坂本真綾 サンシャイン - Guitars,Bass,Glockenspiel,Tambourine & Synthesizer Programming：渡辺善太郎 - Drums：河村"カースケ"智康 - Background Vocal：坂本真綾 eveywhere（HAL mix） - Drums：佐野康夫 - E.Bass：大神田智彦 - Guitars：石成正人 - A.Piano：河野伸 - Strings：金原千恵子ストリングズ - Background Vocal：坂本真綾 ニコラ - Drums：河村吉宏 (from 坊ちゃん) - Banjo＆Bouzouki：田代耕一郎 - E.Guitar：出羽良彰 - A.Guitar,E.Bass,Drums & Synthesizer Programming：渡辺善太郎 - Hand Clapping：渡辺善太郎・坊ちゃん・坂本真綾 - Background Vocal：坂本真綾 Ask. - Strings：金原千恵子ストリングズ - Drums,Guitars,Bass & Synthesizer Programming：渡辺善太郎 - Background Vocal：坂本真綾 | なりたい - Drums：河村吉宏 (from 坊ちゃん) - E.Bass：鈴木大介 (from 坊ちゃん) - Guitars：渡辺善太郎 - Guitar Solo：井手上誠 (from 坊ちゃん) - A.Piano：紺野紗衣 - Background Vocal：坂本真綾 カミナリ - Guitars：石成正人 - Strings：金原千恵子ストリングズ - Background Vocal：坂本真綾 誓い（ssw edition） - Drums：江口信夫 - E.Bass：大神田智彦 - Guitars：石成正人 - Synthesizer Programming＆Fender Rhodes：河野伸 - Strings：金原千恵子ストリングズ - Background Vocal：坂本真綾 僕の半分 - Drums：佐野康夫 - E.Bass：高桑圭 - Guitars：出羽良彰 - Fender Rhodes：山本隆二 - Synthesizer Programming：渡辺善太郎 - Background Vocal：坂本真綾 シンガーソングライター - Drums＆Percussion：天倉正敬 - E.Bass：大神田智彦 - Guitars：伊丹雅博 - A.Piano,Glockenspiel＆Synthesizer Programming：河野伸 - T.Sax＆Flute：山本拓夫 - Trumpet：西村浩二 - Trombone：片岡雄三 - Trombone Solo：中川英二郎 - Strings：金原千恵子ストリングズ - Hand Clapping＆Fingers Clapping：河野伸・山本拓夫・川口秀樹・福田正夫・坂本真綾 - Background Vocal：坂本真綾 |